# Petr Bezouška
Petr Bezouška (* 25. července 1978 Havlíčkův Brod) je český právník. Zaměřuje se zejména na občanské a pracovní právo.

## Život
Je absolventem Právnické fakulty Západočeské univerzity v Plzni (2002). V Plzni rovněž získal titul Ph.D. (v komisi zasedal Jaroslav Zachariáš, posudky vypracovali Miroslav Bělina z PF UK v Praze a Filip Melzer z PF UP v Olomouci). Na podzim roku 2009 byl jedním z těch, kteří upozornili na plagiát tehdejšího proděkana Ivana Tomažiče a stál tak na počátku „aféry plzeňských práv“. V listopadu 2009 si jej nový děkan Jiří Pospíšil vybral za proděkana pro studijní záležitosti. V říjnu 2010 po zvolení Květoslava Růžičky děkanem na svoji funkci rezignoval a ke konci akademického roku 2010/11 své působení na fakultě ukončil. Od roku 2011 působí jako odborný asistent na katedře soukromého práva a civilního procesu Právnické fakulty Univerzity Palackého v Olomouci. V témže roce nastoupil do advokátní kanceláře PRK Partners na pozici Of Counsel.
V letech 2007 až 2008 byl předsedou panelu pro přípravu koncepční novely zákoníku práce při Ministerstvu práce a sociálních věcí. V letech 2006 až 2023 byl členem Legislativní rady vlády; odvolán z ní byl poté, co upozornil na problematický návrh zákona umožňující rozdělení společnosti ČEZ. Od září 2010 do června 2013 byl také členem poradního sboru předsedy vlády a poté byl členem Komise pro aplikaci nové civilní legislativy (KANCL) při Ministerstvu spravedlnosti.
Od roku 2015 je[kdy?] členem rekodifikační komise pro přípravu nového občanského zákoníku Slovenské republiky. Od roku 2019 je členem oborové rady doktorského studijního programu Civilní právo a civilní právo procesní na Právnické fakultě Masarykovy univerzity v Brně.
V červenci 2018 publikoval formou petice otevřený dopis předsedovi vlády, v němž ho vyzval k odvolání Taťány Malé z pozice ministryně spravedlnosti kvůli jejím plagiátorským aférám. Petice vzbudila v akademické obci značnou pozornost.
Společně s Filipem Melzerem připravuje podcast Judikatúra věnovaný aktuální civilní judikatuře vysokých soudů.